# Децебал (скулптура)
Скалната скулптура на Децебал (на румънски: Chipul regelui dac Decebal) с изображението на владетеля на даките Децебал (86 – 106 г.) е изсечена на скала край река Дунав в пролома Железни врата, на 10 километра югозападно от град Оршова на границата на Румъния със Сърбия.
Височината ѝ е 42,9 м, а ширината е 31,6 м. Изработена е между 1994 и 2004 г. Работата се осъществява от 12 скулптори по поръчка на румънския бизнесмен Йосиф Константин Драган.
Скулптурата се намира срещу древна паметна плоча на днешната сръбска страна на дунавския бряг, известна като Траянова плоча, поставена от император Траян по случай завършването на строежа на Дунавския южен път (Via iuxta danuvii).